# أوري سانتوس
أوري سانتوس (بالإسبانية: Oriol Santos Ferrés) (29 أكتوبر 1986 بأولوت في إسبانيا - ) هو لاعب كرة قدم إسباني في مركز الهجوم. شارك مع منتخب كاتالونيا لكرة القدم. أما مع النوادي، فقد لعب مع راسينغ سانتاندير ونادي جيرونا ونادي ياغوستيرا ورايو كانتابريا ‏ وCF Peralada ‏ ونادي أولوت ونادي فيغيراس ‏.

## روابط خارجية
- أوري سانتوس على موقع قاعدة بيانات كرة القدم.إي يو (الإنجليزية)
- أوري سانتوس على موقع Soccerway.com (الإنجليزية)